# Памятник Сталину (Старый Икан)
Памятник Сталину в Старом Икане — скульптурное произведение руководителю СССР И. В. Сталину, единственный (на 2009 год) памятник генералиссимусу СССР в Казахстане. Когда после XX съезда КПСС власти распорядились снести статую, жители села воспротивились этому. Протест жителей деревни закончился тем, что памятник остался стоять во дворе сельсовета. Позже земля, на которой находится памятник, была куплена местным жителем. Рядом был построен дом, а памятник оставлен во дворе. В мае 2015 года памятник был демонтирован.

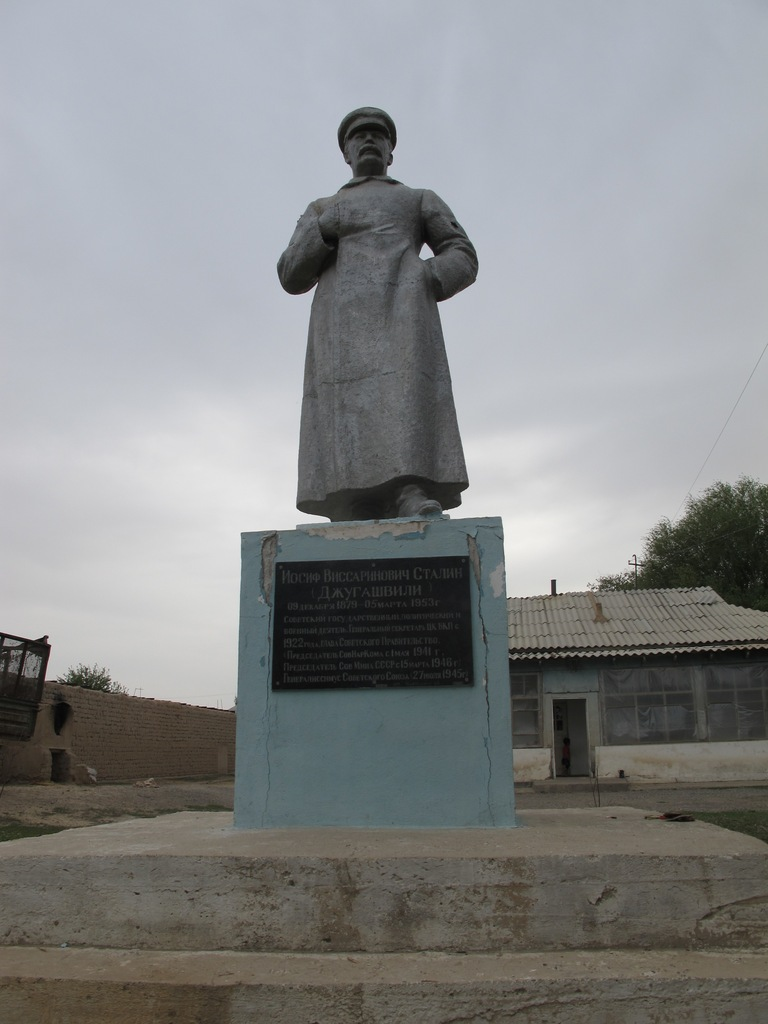
Памятник Сталину в Старом Икане (Казахстан)